# کاتیوشا ۱۹۰۰
سیارک ۱۹۰۰ (به انگلیسی: 1900 Katyusha، نامگذاری:1971YB) هزار و نهصدمین سیارک کشف شده‌است که در ۱۶ دسامبر ۱۹۷۱ کشف شد.
قدر مطلق سیارک برابر ۱۲٫۲۰ است.